# Bibury Animation Studios
Bibury Animation Studios G.K. (合同会社バイブリーアニメーションスタジオ?, Gōdō-gaisha Baiburī Animēshon Sutajio) è uno studio di animazione giapponese fondato il 1º maggio 2017 con sede a Mitaka in Tokyo.

## Storia

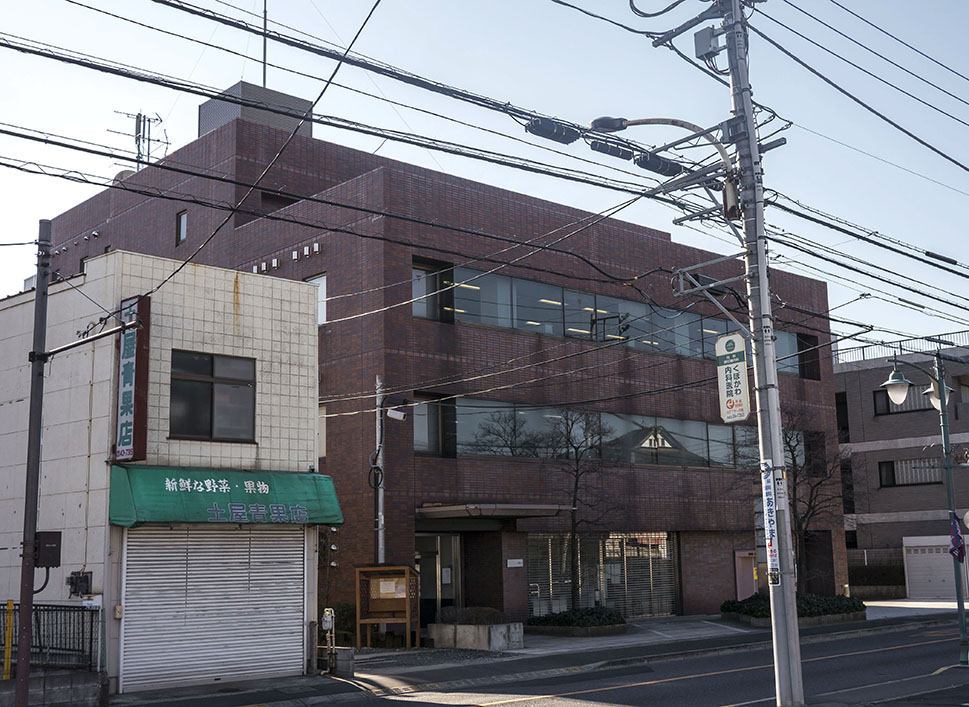
Sede dello studio.

既に色々と企画が動き始めています。これからこのスタジオで作る作品によって、
たくさんの方々を少しでも楽しませる事が出来たら幸いです。
この会社は今までの僕の集大成のようなものです。今まで以上に良いものを作り上げていけるよう頑張ります。
応援のほど、よろしくお願い致します。»
(Tensho, CEO di Bibury Animation Studios, nel messaggio di benvenuto della pagina ufficiale.)
Bibury Animation Studios è stato fondato il 1º maggio del 2017 da Motoki "Tensho" Tanaka, il regista di svariate produzioni anime tra cui Kin-iro Mosaic, Rewrite, Grisaia no kajitsu (assieme alle successive serie) e altri. Tanaka ha lavorato in precedenza per altri studi di animazione, come White Fox e 8-Bit. Nei primi due anni di attività, lo studio ha lavorato esclusivamente come studio subappaltatore; solamente nel 2019, lo studio realizza la sua prima produzione, ovvero il film Grisaia: Phantom Trigger the Animation, nello stesso anno, lo studio ha prodotto la sua prima serie anime per la TV con Azur Lane: The Animation.
Bibury Animation Studios ha uno studio affiliato, Bibury Animation CG, che fornisce animazioni 3DCG e design come azienda di outsourcing per altri studi, inclusa la stessa Bibury. Tutti e due gli studi hanno sede a Mitaka in Tokyo.

## Produzioni

### Serie TV

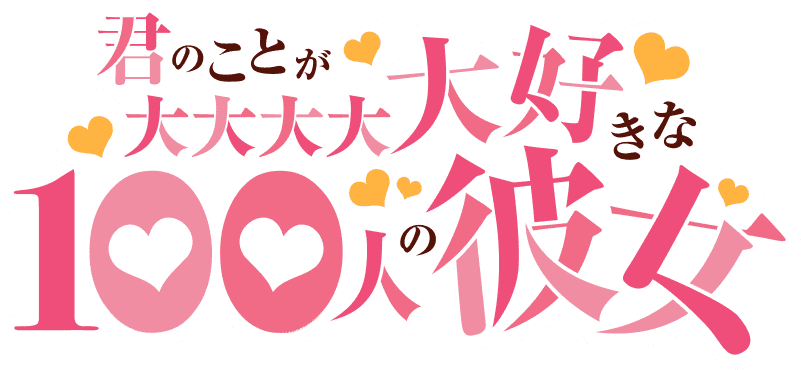
Logo della serie The 100 Girlfriends Who Really, Really, Really, Really, Really Love You.

| Titolo                                                                    | Anno di produzione | Episodi | Note e fonti  |
| ------------------------------------------------------------------------- | ------------------ | ------- | ------------- |
| Azur Lane: The Animation                                                  | 2019-2020          | 12      | [ 5 ]         |
| The Quintessential Quintuplets 2                                          | 2021               | 12      | [ 7 ]         |
| Black Rock Shooter: Dawn Fall                                             | 2022               | 12      | [ N 1 ] [ 8 ] |
| Prima Doll                                                                | 2022               | 12      | [ 9 ]         |
| Magical Destroyers                                                        | 2023               | 12      | [ 10 ]        |
| The 100 Girlfriends Who Really, Really, Really, Really, Really Love You   | 2023               | 12      | [ 11 ]        |
| Grisaia: Phantom Trigger the Animation                                    | 2025               | -       | [ 12 ]        |
| Witch Watch                                                               | 2025               | -       | [ 13 ]        |
| The 100 Girlfriends Who Really, Really, Really, Really, Really Love You 2 | 2025               | 12      |               |

### Film

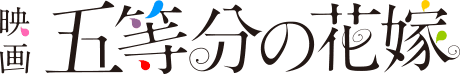
Logo del film The Quintessential Quintuplets Movie.

| Titolo                                           | Anno di produzione | Note e fonti |
| ------------------------------------------------ | ------------------ | ------------ |
| Grisaia: Phantom Trigger the Animation           | 2019               | [ 3 ] [ 4 ]  |
| Grisaia: Phantom Trigger the Animation Stargazer | 2020               | [ 14 ]       |
| The Quintessential Quintuplets Movie             | 2022               | [ 15 ]       |

## Loghi

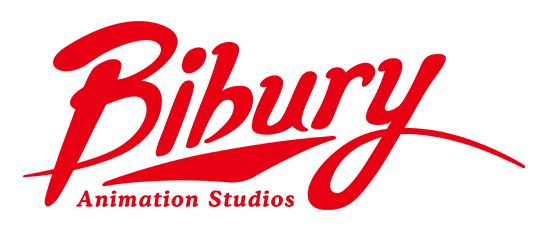
Logo dello studio principale.
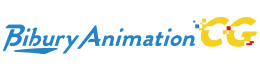
Logo dello studio Bibury Animation CG.